# Сан Джулиано Миланезе
Сан Джулиа̀но Миланѐзе (на италиански: San Giuliano Milanese, на западноломбардски: San Giuliàn, Сан Джулиан) е град и община в Северна Италия, провинция Милано, регион Ломбардия. Разположен е на 98 m надморска височина. Населението на общината е 36 517 души (към 2010 г.).